# Jules Victor Génisson

Interior da Catedral Notre-Dame de Amiens, 1842, na Pinacoteca do Estado de São Paulo

Jules Victor Génisson (Saint-Omer, 24 de fevereiro de 1805 – Bruges, 10 de outubro de 1860) foi um pintor belga, conhecido principalmente por suas pinturas arquiteturais.

## Biografia
Nascido em 1805 em Saint-Omer, no norte da França, estudou na Academia Real de Belas Artes de Autuérpia, subordinado a Mattheus Ignatius van Bree. Viajou extensivamente pela Europa Ocidental, retratando o interior de grandes igrejas. Foi professor de Joseph Maswiens e seu filho Georges-Paul Génisson.
Morreu em Bruges em 1860.[carece de fontes?]